# Петрович, Негош
Не́гош Пе́трович (серб. Његош Петровић; родился 18 июля 1999, Крупань, Югославия) — сербский футболист, полузащитник клуба «Гранада», выступающий на правах аренды за клуб «Воеводина».

## Клубная карьера
Петрович — воспитанник клуба «Рад». 27 августа 2016 года в матче против столичного «Партизан» он дебютировал в сербской Суперлиге. 13 мая 2018 года поединке против «Земуна» Негош сделал «дубль», забив свои первые голы за «Рад». 
Летом 2019 года Петрович на правах свободного агента подписал контракт с Црвеной Звездой. 25 сентября в матче против «Вождоваца» он дебютировал за новый клуб.
В январе 2022 года Петрович подписал контракт на четыре с половиной года с «Гранадой» за 1.5 миллиона евро.

## Международная карьера
В 2016 году Петрович в составе юношеской сборной Сербии принял участие в юношеском чемпионате Европы в Азербайджане. На турнире он сыграл в матчах против команд Италии, Испании и Нидерландов.

## Достижения
Командные
 «Црвена звезда»
- Победитель Чемпионата Сербии по футболу (2) — 2019/2020, 2020/2021
- Обладатель Кубка Сербии — 2020/2021